# Jordan Peterson
Jordan Bernt Peterson (ur. 12 czerwca 1962 w Edmonton) – kanadyjski psycholog kliniczny, profesor psychologii na Uniwersytecie w Toronto, zajmujący się psychologią ideologii, religii, osobowości, świadomości oraz systemami totalitarnymi.
Ukończył studia licencjackie na kierunkach politologia i psychologia na Uniwersytecie Alberty oraz obronił pracę doktorską z psychologii klinicznej na Uniwersytecie McGilla. Od 1991 roku do 1993 wykładał na Uniwersytecie McGilla, a do 1998 roku na Uniwersytecie Harvarda jako asystent oraz adiunkt na Wydziale Psychologii. W 1998 roku przeniósł się na Wydział Psychologii Uniwersytetu w Toronto.
W 1999 roku wydał książkę pt. Mapy sensu, w której przedstawił systemy wierzeń i mitów, ich rolę w regulowaniu emocji oraz wiele innych zagadnień, takich jak np. przyczyny ludobójstwa. W swojej drugiej książce 12 życiowych zasad. Antidotum na chaos z 2018 roku opisał najważniejsze – jego zdaniem – reguły, które „mają pomóc uporządkować siebie, uporządkować swój dom i ulepszyć świat – zaczynając od siebie”. Ta książka, jak i następna – Poza porządek. Kolejne 12 życiowych zasad, sprzedały się w milionach kopii i były na szczycie listy bestsellerów.
W 2016 roku zasłynął z krytyki poprawności politycznej i kanadyjskiej ustawy Bill C-16. Mówił: Przyjmując ustawę Bill C-16 – a tym samym dodając „tożsamość płciową” i „ekspresję płciową” jako chronione podstawy i chronione grupy do kanadyjskiego kodeksu karnego – rząd kanadyjski skutecznie uczynił każde użycie nieprawidłowych zaimków płciowych dla danej osoby transpłciowej (...) formą mowy nienawiści, a tym samym prawnie nakazał każdemu obywatelowi podlegającemu ich jurysdykcji, aby nie używał pewnych słów. Ustawa m.in. wymuszała stosowanie wybranego przez daną osobę nowego imienia lub zaimków, uznając odmowę ich stosowania za nękanie. Z racji tego, że jego wypowiedzi wzbudzały kontrowersje, Peterson zyskał zarówno rzeszę fanów, jak i krytyków. Niemniej jednak był to początek jego międzynarodowej kariery i szerokiej rozpoznawalności nie tylko w kręgach naukowych.

## Życiorys

### Dzieciństwo i młodość
J.B. Peterson urodził się 12 czerwca 1962 roku w Edmonton w Kanadzie. Wychowywał się i dorastał w Fairview w prowincji Alberta. Ojciec Petersona był nauczycielem, a matka bibliotekarką pracującą w Grande Prairie Regional College. Był najstarszym z trójki dzieci. Drugie imię – Bernt, Peterson odziedziczył po swoim prapradziadku, który był Norwegiem.
W wieku 13 lat zaczął czytać dzieła takich twórców jak: George Orwell, Aldous Huxley, Aleksander Sołżenicyn czy Ayn Rand. Zachęcała go do tego jego szkolna bibliotekarka – Sandy Notltey. Była ona matką Rachel Notley, liderki Nowej Demokratycznej Partii Alberty, późniejszej siedemnastej premier Alberty. Jako nastolatek Peterson pracował dla Nowej Demokratycznej Partii, jednak z powodu rozdźwięku ideologicznego między nim a partią, mając 18 lat, zrezygnował z członkostwa w niej.

### Wykształcenie
Ukończywszy Liceum Fairview w 1979 roku, Peterson rozpoczął studia na Grande Prairie Regional College na kierunkach politologia i literatura angielska. W 1982 roku, po wcześniejszym przeniesieniu się na Uniwersytet Alberty, ukończył licencjat z politologii. Peterson wybrał się w roczną podróż po Europie, podczas której uważnie studiował przyczyny zimnej wojny i XX-wiecznych totalitaryzmów, prace Carla Junga, Friedricha Nietzschego, Aleksandra Sołżenicyna i Fiodora Dostojewskiego. W 1984 roku powrócił na Uniwersytet Alberty i zrobił licencjat z psychologii. W 1985 roku, przeprowadził się do Montrealu i rozpoczął studia doktoranckie z psychologii klinicznej na Uniwersytecie McGilla. W 1991 roku, pod opieką Roberta O. Phila, Peterson zdobył doktorat z psychologii klinicznej.

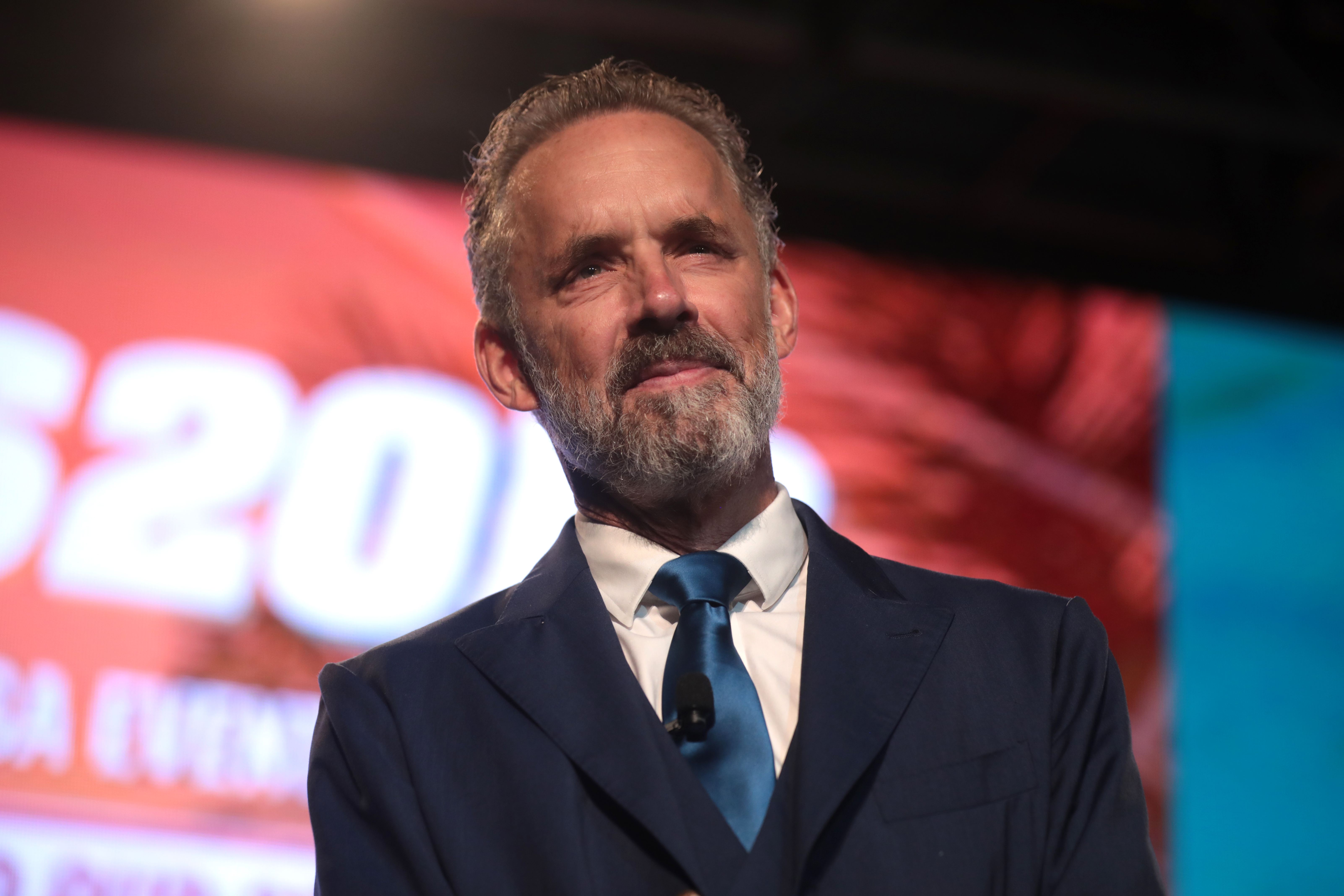
Jordan Peterson

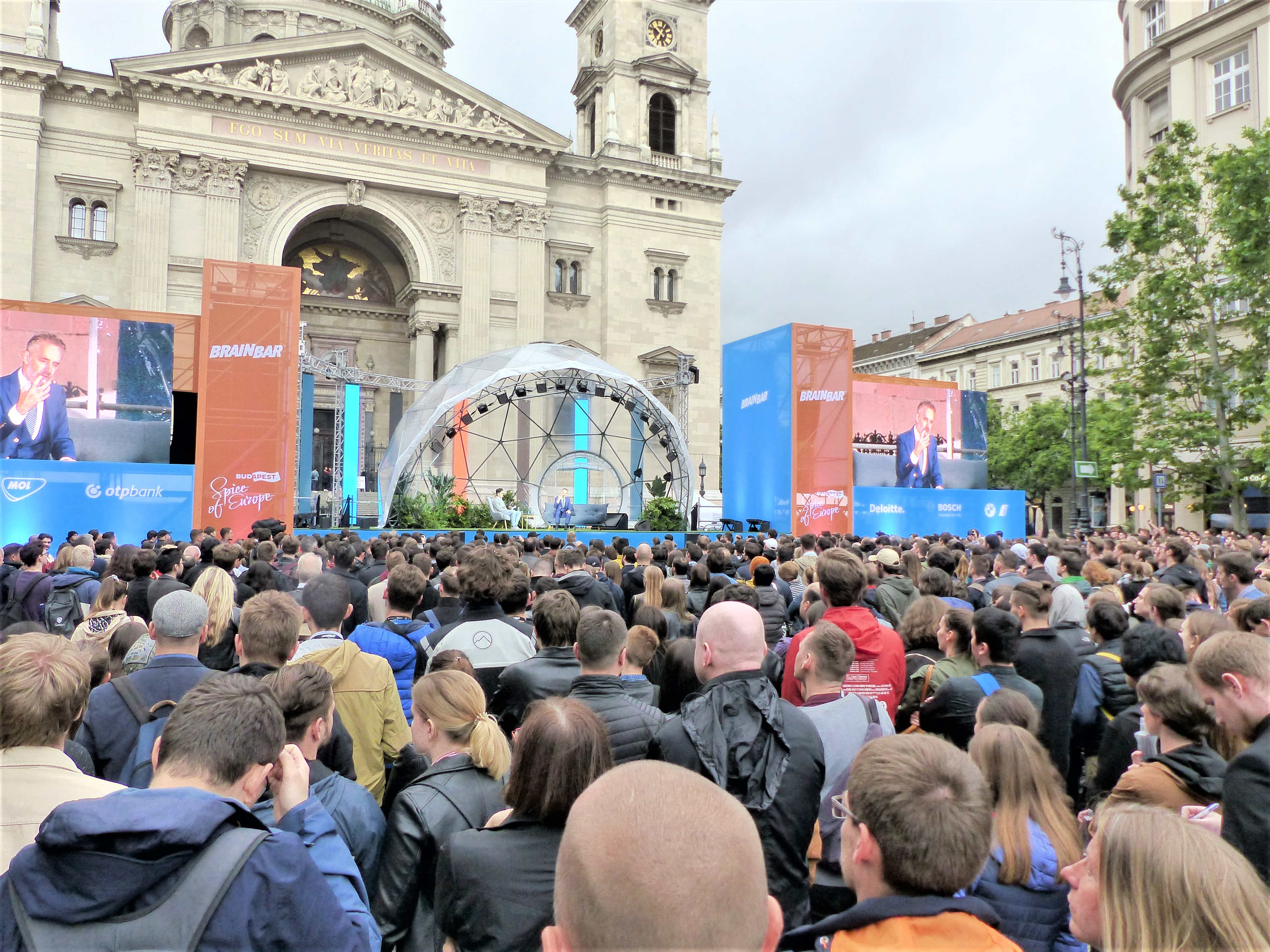
Brain Bar 2019, przed Bazyliką św. Stefana w Budapeszcie

### Kariera
W latach 1988–1993 Peterson wykładał na Wydziale Psychologii Uniwersytetu Harvarda, zdobywając tytuł profesora nadzwyczajnego. Równolegle badał związek agresji z uzależnieniem od narkotyków i alkoholu. W 1998 roku Peterson wrócił do Kanady, gdzie rozpoczął pracę jako profesor na Uniwersytecie w Toronto.
Przedmiotem badań Petersona są psychofarmakologia, psychologia zajmująca się zachowaniami anormalnymi, neuropsychologia, psychologia osobowości, psychologia społeczna, psychologia badająca kreatywność. Peterson jest autorem lub współautorem ponad stu artykułów naukowych.
W 2016 roku Peterson zasłynął z krytyki poprawności politycznej i kanadyjskiej ustawy Bill C-16. Peterson mówił: „Ustawa C-16 jest ustawą zmieniającą kanadyjską ustawę o prawach człowieka i kanadyjski kodeks karny”. Był to początek jego międzynarodowej kariery. Z powodu tak dużego rozgłosu, Peterson porzucił praktykę kliniczną w 2017 roku i nauczanie w 2018 roku, na rzecz rozwijania kariery w mediach, napisania i promowania książki 12 Rules of Life: An Antidote to Chaos, uczestniczenie w różnych projektach.

## Dorobek naukowy

### Prace naukowe
Według Google Scholar, Peterson opublikował jako profesor psychologii ponad 180 prac naukowych. Najczęściej cytowane prace dotyczą tematu modelu osobowości Wielkiej piątki, który opisuje następujące czynniki osobowości: neurotyczność, ekstrawersję, otwartość na doświadczenie, ugodowość i sumienność. Jego prace mają wskaźnik Hirscha równy 59, co świadczy o dużym dorobku naukowym i czyni go jednym z najczęściej cytowanych profesorów psychologii.

### Książki

#### Maps of Meaning: The Architecture of Belief (1999)
W 1999 roku Routledge opublikowało książkę Jordana Petersona, w której autor opisuje, jak ludzie nadają sens, bada wierzenia, mitologię, religię, literaturę, filozofię i psychologię zajmującą się funkcjonowaniem mózgu.
Według Petersona, głównym celem książki było zbadanie powodów wchodzenia w konflikty społeczne, ich uzasadnień, motywacji i ideologii stojącej za decyzją podjęcia konfliktu. Peterson przedstawił drogę od konfliktu społecznego do ludobójstwa, Gułagu, obozów koncentracyjnych, ludobójstwa w Rwandzie. Autor książki twierdzi, że dokładna analiza systemów religijnych pozwoli wyjaśnić i opisać ludzki system moralności. W książce widoczne są wpływy filozofii Carla Junga.

#### 12 Rules for Life: An Antidote to Chaos (2018)
W 2018 roku Penguin Random House opublikowało drugą książkę Jordana Petersona. W książce autor opisał etyczne reguły życiowe w bardziej dostępnej i uproszczonej formie niż w Maps of Meaning. Peterson zorganizował tournée służące wypromowaniu książki. Udzielił również wywiadu dla brytyjskiej telewizji Channel 4 News, w którym rozmawiał z Cathy Newman o filarach swoich poglądów. Wywiad ten przyniósł książce duży rozgłos.
Książka znajdowała się wśród bestsellerów w Kanadzie, USA i Wielkiej Brytanii.

#### Beyond Order: 12 More Rules for Life (2021)
W 2021 roku Jordan Peterson wydał we współpracy z wydawnictwem Penguin Random House swoją trzecią książkę, która stanowi kontynuację „12 Rules for Life: An Antidote to Chaos”.

### Kanał na YouTube i podcasty
W 2013 roku Peterson zaczął nagrywać swoje wykłady i publikować je w serwisie YouTube. W maju 2021 roku, jego kanał zgromadził ponad 3,74 miliony subskrybentów, a treści na nim zamieszczone wyświetlone zostały ponad 234 milionów razy.
W 2017 roku Peterson zatrudnił zespół produkcyjny, który nagrywał wszystkie jego wykłady z zajęć na Uniwersytecie w Toronto. Wykorzystał do tego pieniądze zebrane za pośrednictwem serwisu Patreon. Od 1000 dolarów miesięcznie w sierpniu 2016 roku dochód Petersona na Patreonie rozrósł się do 80 000 dolarów miesięcznie w maju 2018 roku. Jordan Peterson zrezygnował z korzystania z platformy i usunął swoje konto w grudniu 2018 roku.
Peterson wziął udział w wielu podcastach, m.in. w The Joe Rogan Experience czy w podcaście Lexa Fridmana. W grudniu 2016 roku, Peterson zaczął nagrywać swoje podcasty, The Jordan B. Peterson Podcast, w których jako goście wzięli udział: Camilie Paglia, Martin Daly, James W. Pennebaker.

### Wykłady biblijne
W maju 2017 roku rozpoczął serię wykładów Psychologiczne znaczenie opowieści biblijnych, w których przeanalizował przedstawione w Księdze Rodzaju archetypy jako modele jego zdaniem niezbędne dla utrzymania osobistej, społecznej i kulturalnej stabilności.
W marcu 2019 roku Uniwersytet w Cambridge unieważnił wcześniejsze zaproszenie Petersona do współpracy. Mimo że Peterson zapowiedział już pracę nad Księgą Wyjścia z uniwersyteckimi ekspertami od religii, Rzecznik Cambridge poinformował, że w grę nie wchodzi współpraca z kimś, kto nie szanuje tolerancyjnego środowiska uniwersyteckiego. Tydzień później, prorektor Stephen Toope wyjaśnił, że przyczyną tej decyzji było zdjęcie Petersona z człowiekiem noszącym islamofobiczną koszulkę. Peterson określił tę decyzję jako „niefortunny akt niezrozumienia” i wyraził żal, że Wydział Teologii przyznał rację „niedoinformowanej, ignoranckiej większości”.

### Internetowy program samorozwoju
W 2005 r. Peterson i jego koledzy założyli spółkę nastawioną na zysk, aby opracować program terapii pisarskiej wraz z serią ćwiczeń pisania online, zatytułowany Self-Authoring Suite. Program był stosowany przez studentów Uniwersytetu McGilla w celu poprawy ich ocen, a także od 2011 roku na Uniwersytecie Erazma w Rotterdamie. Program opracowano na podstawie badań Jamesa W. Pennebakera z Uniwersytetu w Teksasie w Austin i Gary’ego Lathama z Rotman School of Management w Toronto. Badania wykazały redukcję różnic w ocenach pomiędzy osobami różnych płci oraz etniczności, zwłaszcza wśród studentów płci męskiej z mniejszości etnicznych. Według Petersona ponad 10 000 studentów korzystało z programu od stycznia 2017 roku, a odsetek osób przedwcześnie kończących naukę spadł o 25%.

### Akademia Petersona
Jordan Peterson w sierpniu 2023 roku ogłosił plany uruchomienia uniwersytetu online, mając na celu znacznie zmniejszenie kosztu uzyskania tytułu licencjata, walkę z „lewicową stronniczością” w systemie edukacji i dostarczenie „wysokiej jakości standardu akredytacji”.
Uruchomienie uniwersytetu planowane jest na listopad 2023 roku.

## Poglądy polityczne
Peterson określił się jako „klasyczny brytyjski liberał” i „tradycjonalista”. Stwierdził, że powszechnie mylnie uważa się go za prawicowca.
Peterson popiera powszechną opiekę zdrowotną, redystrybucję bogactwa w kierunku najbiedniejszych i dekryminalizację narkotyków. Nie jest przeciwnikiem małżeństwa osób tej samej płci.
Zarówno „New York Times”, jak i „Washington Post” opisał Petersona jako konserwatystę. Yoram Hazony z „Wall Street Journal” stwierdził, że:
„zadziwiający sukces wzniosłych i uporządkowanych argumentów Petersona uczynił go najbardziej znaczącym konserwatywnym, anglojęzycznym myślicielem tego pokolenia”.
Libertariańska dziennikarka Cathy Young z Los Angeles Times skomentowała, że
„Pomysły Petersona są mieszane: Mówi kilka rozsądnych i wnikliwych rzeczy, ale mówi też kilka rzeczy, które słusznie przyciągają krytykę. Ale nie dowiedziałbyś się tego, czytając krytyków Petersona, którzy generalnie przedstawiają go jako skrajnie prawicowego straszydła jadącego na fali mizoginistycznej reakcji. To błąd”

### Poprawność polityczna
Krytyka poprawności politycznej Petersona dotyczy między innymi postmodernizmu, postmodernizmu feministycznego, przywileju białych, zawłaszczenia kulturowego i ochrony środowiska. Tim Lott z tygodnika „The Spectator” stwierdził, że Peterson stał się „otwartym krytykiem głównego nurtu akademii”. Obecność Petersona w mediach społecznościowych zwiększyła oddziaływanie jego poglądów. Simona Chiose z „The Globe and Mail” zauważyła, że „niewielu profesorów nauk humanistycznych i społecznych na Uniwersytecie w Toronto cieszyło się światowym uznaniem, które zdobył prof. Peterson”.
Według jego badań przeprowadzonych z jedną z jego studentek, Christine Brophy, o związku między przekonaniami politycznymi a osobowością, poprawność polityczna występuje w dwóch typach: egalitarnej i autorytarnej, jako przejaw „napastliwej nadwrażliwości”. Jason McBride twierdzi, że Peterson umieszcza klasycznych liberałów wśród egalitarystów, a zwolenników sprawiedliwości społecznej – w drugim. Badanie wykazało również częściowe pokrywanie się osobowości politycznie poprawnej i prawicy.

### Postmodernizm i polityka tożsamości
Peterson twierdzi, że postmodernistyczni filozofowie i socjologowie od lat 60. XX wieku opierali się na pewnych podstawowych założeniach marksizmu i komunizmu, rozszerzali je, a jednocześnie zdawali się zaprzeczać obu ideologiom. Mówi, że trudno jest zrozumieć współczesne społeczeństwo zachodnie bez uwzględnienia wpływu odmiany myśli postmodernistycznej, która migrowała z Francji do Stanów Zjednoczonych, poprzez Wydział Anglistyki na Uniwersytecie Yale.
Perspektywa Petersona dotycząca wpływu postmodernizmu na północnoamerykańskie wydziały humanistyczne została porównana do teorii spiskowych o kulturowym marksizmie.
Peterson twierdzi, że „dyscypliny takie jak studia kobiecości powinny zostać obalone” i zaleca studentom pierwszego roku unikanie takich przedmiotów, jak socjologia, antropologia, literatura angielska, studia etniczne i rasowe, a także inne dziedziny nauki, które jego zdaniem są skorumpowane przez neomarksistowską ideologię. Twierdzi, że pod pozorem badań akademickich, propagują one metody nienaukowe, oszukańcze procesy recenzowania czasopism akademickich, publikacje, które nie zawierają cytatów, zachowania podobne do kultu, safe-spaces oraz radykalny lewicowy polityczny aktywizm studentów. Peterson zaproponował uruchomienie strony internetowej, która wykorzystuje sztuczną inteligencję do identyfikowania i prezentowania poziomu ideologii na poszczególnych kursach. W listopadzie 2017 roku ogłosił, że tymczasowo wstrzymał projekt, ponieważ „może on nadmiernie zwiększyć obecną polaryzację”.
Peterson skrytykował użycie terminu „przywilej białego” (white privilege), stwierdzając, że jest on „utożsamiany z określoną grupą rasową, zmuszoną do ponoszenia konsekwencji swego istnienia i swych hipotetycznych zbrodni” i nazwał ów termin „skrajnym rasizmem”. Co do polityki tożsamości, Peterson twierdzi, że „lewica gra w imieniu pseudouciśnionych, a prawo dąży do występowania w imieniu nacjonalizmu i dumy etnicznej”. Obie strony sceny politycznej uważa za „równie niebezpieczne” i wskazuje, że zamiast tego należy wspierać indywidualizm i indywidualną odpowiedzialność.

### Ustawa C-16
27 września 2016 roku Peterson wydał pierwszą część trzyczęściowej serii wideo wykładów, zatytułowaną: „Profesor przeciwko politycznej poprawności: część I: strach i prawo”. W filmie oświadczył, że nie będzie używał zaimków preferowanych przez studentów i wykładowców, i stwierdził, że jest objęty mową przymusową, że sprzeciwia się ustawie C-16 rządu kanadyjskiego. Peterson stwierdził, że ustawa C-16, proponująca dodanie ustępów o „tożsamości lub ekspresji płci” zakazujących dyskryminacji, powinna zostać poszerzona o ustępy zachęcające do ludobójstwa i publicznego nawoływania do nienawiści. Uzasadnił, że swój sprzeciw wobec projektu ustawy oparł na potencjalnych konsekwencjach zagrożenia wolności słowa. Twierdził, że od momentu wejścia w życie ustawy może zostać skazany za odmówienie zwracania się do transseksualnego studenta preferowanym zaimkiem osobowym. Ponadto uzasadniał, że nowe poprawki, w połączeniu z sekcją 46.3 Kodeksu Praw Człowieka z Ontario, umożliwiłyby pracodawcom i organizacjom karanie pracowników w przypadku powiedzenia czegoś, co można by interpretować „bezpośrednio lub pośrednio „jako obraźliwe”, umyślnie lub nieumyślnie”. Inni naukowcy i prawnicy zakwestionowali interpretację C-16 przez Petersona.
Seria filmów spotkała się z krytyką działaczy transpłciowych, wykładowców i związków zawodowych. Krytycy oskarżyli Petersona o „przyczynianie się do zachęcania do nienawiści” oraz o „fundamentalne fałszowanie” prawa. Na kampusie wybuchły protesty, a kontrowersje przyciągnęły uwagę międzynarodowych mediów. Peterson zapytany we wrześniu 2016 r. czy zastosuje się do prośby ucznia o użycie preferowanego zaimka, odpowiedział, że „zależałoby to od tego w jaki sposób by mnie zapytał – jeśli wyczułbym, że jego pytanie umotywowane jest politycznie prawdopodobnie powiedziałbym nie. Gdybym mógł przeprowadzić taką rozmowę, jak ta którą teraz prowadzimy prawdopodobnie mógłbym porozmawiać z nim jak równy z równym”. Dwa miesiące później National Post opublikował artykuł, w którym Peterson przedstawił swój sprzeciw wobec projektu ustawy i wyjaśnił dlaczego publicznie się mu przeciwstawił:
Nigdy nie będę używać słów, których nienawidzę, takich jak modne i sztucznie skonstruowane słowa „zhe” i „zher”. Te słowa należą do awangardy postmodernistycznej radykalnej lewicowej ideologii, której nienawidzę i która moim zdaniem jest przerażająco podobna do doktryn marksistowskich, które zabiły co najmniej 100 milionów ludzi w XX wieku.

Od 35 lat badam autorytaryzm po prawej i lewej stronie. Napisałem na ten temat książkę Maps of Meaning: The Architecture of Belief, która bada w jaki sposób ideologie przejmują język i przekonania. W wyniku moich badań doszedłem do wniosku, że marksizm jest morderczą ideologią. Uważam, że jego praktykujący na współczesnych uniwersytetach powinni się wstydzić, że nadal promują takie błędne, nie do utrzymania i nieludzkie idee oraz za indoktrynację swoich studentów tymi przekonaniami. Dlatego nie zamierzam wypowiadać marksistowskich słów. To uczyniłoby mnie marionetką radykalnej lewicy i tak się nie stanie. Kropka.
W odpowiedzi na kontrowersje administratorzy akademiccy na Uniwersytecie w Toronto wysłali Petersonowi dwa listy ostrzegawcze, z których jeden zauważył, że wolność słowa musi być udzielona zgodnie z przepisami praw człowieka a drugi dodał, że jego odmowa użycia preferowanych zaimków osobowych stanowi dyskryminację. Peterson spekulował, że te ostrzeżenia były zalążkami formalnych działań prowadzących do zwolnienia dyscyplinarnego, ale w grudniu uniwersytet zapewnił go, że zachowa profesurę. Od stycznia 2017 r. wrócił do nauczania psychologii na Uniwersytecie w Toronto.
W lutym 2017 r. Maxime Bernier, kandydat na lidera Partii Konserwatywnej Kanady, stwierdził, że po spotkaniu z Petersonem i dyskusji zmienił swoje stanowisko w sprawie ustawy C-16 i przestał ją popierać. Analiza ustawy Petersona była często cytowana przez senatorów, którzy byli przeciwni jej uchwaleniu. W kwietniu 2017 r. Petersonowi odmówiono przyznania grantu Rady Nauk Społecznych i Humanistycznych (SSHRC) co interpretował jako odwet za swoje oświadczenia dotyczące ustawy C-16. Doradca ds. Relacji z mediami SSHRC powiedział, że „komisje oceniają tylko informacje zawarte we wniosku”. W odpowiedzi The Rebel Media zainicjowało kampanię Indiegogo w imieniu Petersona. Do końca kampanii 6 maja zebrano 195 000 USD co stanowi równowartość ponad dwóch lat finansowania badań. W maju 2017 r. Peterson wystąpił przeciwko ustawie C-16 podczas przesłuchania w kanadyjskiej Senackiej Komisji Prawnej i Konstytucyjnej. Był jednym z 24 świadków zaproszonych do wypowiedzenia się na temat ustawy.
W listopadzie 2017 r. Lindsay Shepherd, asystentka dydaktyczna na kursie komunikacyjnym pierwszego roku Uniwersytetu Wilfrid Laurier, została ocenzurowana przez jej profesorów za pokazanie fragmentu The Agenda, w którym Peterson rozmawiał o ustawie C-16 z innym profesorem podczas dyskusji na zajęciach o zaimkach osobowych. Cenzurę uzasadniano stworzeniem „toksycznego środowiska”, porównując dyskusję Petersona z „przemową Hitlera”, a także z naruszeniem ustawy C-16. Cenzura została później wycofana a profesorowie i uniwersytet formalnie przeprosili studentkę. Wydarzenia te zostały skrytykowane przez Petersona, a także przez kilka redakcji gazet i publicystów krajowych gazet jako przykład tłumienia wolności słowa na kampusie uniwersyteckim. W czerwcu 2018 r. Peterson złożył pozew o wartości 1,5 miliona dolarów przeciwko Uniwersytetowi Wilfrid Laurier, twierdząc, że trzech pracowników uniwersytetu złośliwie go zniesławiało rozpowszechniając negatywne komentarze o nim za zamkniętymi drzwiami. We wrześniu 2018 r. Wilfried Laurier zwrócił się do sądu o oddalenie powództwa, twierdząc, że ironią dla rzekomego zwolennika wolności słowa jest próba ograniczenia wolności słowa.

### Relacje płci i męskość
Peterson argumentował, że trwa „kryzys męskości” i „reakcja na męskość”, w których „męski duch jest atakowany”. Twierdził, że feminizm i polityka, taka jak rozwód bez winy, miały negatywny wpływ na relacje płci i zdestabilizowała społeczeństwo. Argumentował, że istniejąca hierarchia społeczna, którą lewica określiła jako „represyjny patriarchat”, może „opierać się na kompetencjach”. Peterson powiedział, że mężczyźni bez partnerek mogą stać się agresywni, i zauważył, że przemoc mężczyzn jest mniejszym problemem w społeczeństwach, w których monogamia jest normą społeczną. Przypisał wzrost Donalda Trumpa i skrajnie prawicowych polityków europejskich temu co, jak mówi, jest negatywną reakcją na nacisk na „feminizację” mężczyzn mówiąc: „Jeśli mężczyźni będą zbyt mocno naciskani na feminizację, będą coraz bardziej zainteresowani ostrą, faszystowską ideologią polityczną.” Zwrócił uwagę na wywiad na kanale Channel 4 w 2018 r., w którym starł się z dziennikarką Cathy Newman na temat różnic w wynagrodzeniach kobiet i mężczyzn. Peterson zakwestionował twierdzenie, że różnica w płacach wynikała wyłącznie z dyskryminacji seksualnej.

### Zmiany klimatyczne
Peterson wątpi w naukowy konsensus w sprawie zmian klimatu, mówiąc, że jest „bardzo sceptyczny wobec modeli używanych do przewidywania zmian klimatu” i że „[nie] można ufać danym ponieważ w grę wchodzi zbyt wiele ideologii”. W 2023 roku założył grupę Alliance for Responsible Citizenship (ARC), której celem jest zapewnienie alternatywy dla Światowego Forum Ekonomicznego.

## Krytyka
Nathan Robinson zarzucił Petersonowi nierzetelność naukową, wymieniając wśród zarzutów stawianych psychologowi pustosłowie, przedstawianie oczywistości jako własnych opinii, chaotyczny sposób ilustrowania swych myśli oraz naginanie treści publikacji przytaczanych przez myśliciela do z góry ustalonych poglądów. Jako przykład ilustrujący ten ostatni zarzut Robinson wskazywał wypowiedź Petersona o Orwellu, który miał rzekomo wedle psychologa twierdzić, że „socjaliści tak naprawdę nie lubili ludzi biednych”, podczas gdy treść słów Orwella brzmiała następująco: „Odwrót od socjalizmu tylko dlatego, że wielu socjalistów to źli ludzie jest tak samo absurdalny jak odmowa podróży pociągiem, ponieważ nie podoba ci się twarz biletera”. Matt McManus z portalu Jacobin zarzucał Petersonowi, że ten atakował lewicowych naukowców za „postmodernistyczny marksizm” mimo że sam w debacie ze Slavojem Žižkiem z 2019 roku przyznał się, że z Marksa czytał jedynie Manifest komunistyczny.

## Życie prywatne
Peterson poślubił Tammy Roberts w 1989 roku. Mają jedną córkę i jednego syna.
Jest filozoficznym pragmatykiem, uznaje się za chrześcijanina. W 2018 r. Peterson podkreślił, że jego koncepcja chrześcijaństwa różni się od terminu, który jest powszechnie rozumiany. Dla Petersona etyczną odpowiedzialnością chrześcijanina jest naśladowanie Chrystusa: wierzy, że oznacza to „coś takiego, że trzeba wziąć odpowiedzialność za zło na świecie, tak jakbyś był za to odpowiedzialny… aby zrozumieć, że określasz kierunek świata, czy to w kierunku nieba, czy piekła”. Zapytany, czy wierzy w Boga, Peterson odpowiedział: „Myślę, że właściwą odpowiedzią jest „nie”, ale obawiam się, że mógłby istnieć”. Tim Lott w The Spectator, napisał, że Peterson czerpie inspirację z filozofii religii Junga i ma poglądy podobne do chrześcijańskiego egzystencjalizmu Sørena Kierkegaarda i Paula Tillicha. Lott twierdzi również, że Peterson ma szacunek dla taoizmu, ponieważ postrzega przyrodę jako walkę między porządkiem a chaosem i uważa, że życie bez tej dwoistości byłoby pozbawione sensu.
Od około 2000 r. Peterson zaczął kolekcjonować obrazy z czasów radzieckich. Obrazy są prezentowane w jego domu jako przypomnienie związku między totalitarną propagandą a sztuką oraz jako przykłady tego, jak idealistyczne wizje mogą stać się totalitarnym uciskiem i horrorem.
W 2016 r. Peterson został członkiem honorowym dalszej rodziny Karola Józefa, artysty Kwakwaka’wakw, i otrzymał imię Alestalagie („Wielki Poszukiwacz”).
Pod koniec 2016 r. Peterson zastosował ścisłą dietę składającą się wyłącznie z mięsa i niektórych warzyw w celu opanowania ciężkiej depresji i zaburzeń autoimmunologicznych, w tym łuszczycy i zapalenia błony naczyniowej oka. Przestał jeść warzywa w połowie 2018 r.
W 2019 roku Peterson został przyjęty do ośrodka rehabilitacji po wystąpieniu objawów ubocznych klonazepamu – leku przeciwlękowego. Zaczął go brać po zdiagnozowaniu raka u żony, gdyż wystąpiło u niego pogłębienie depresji.

## Jordan Peterson w Polsce

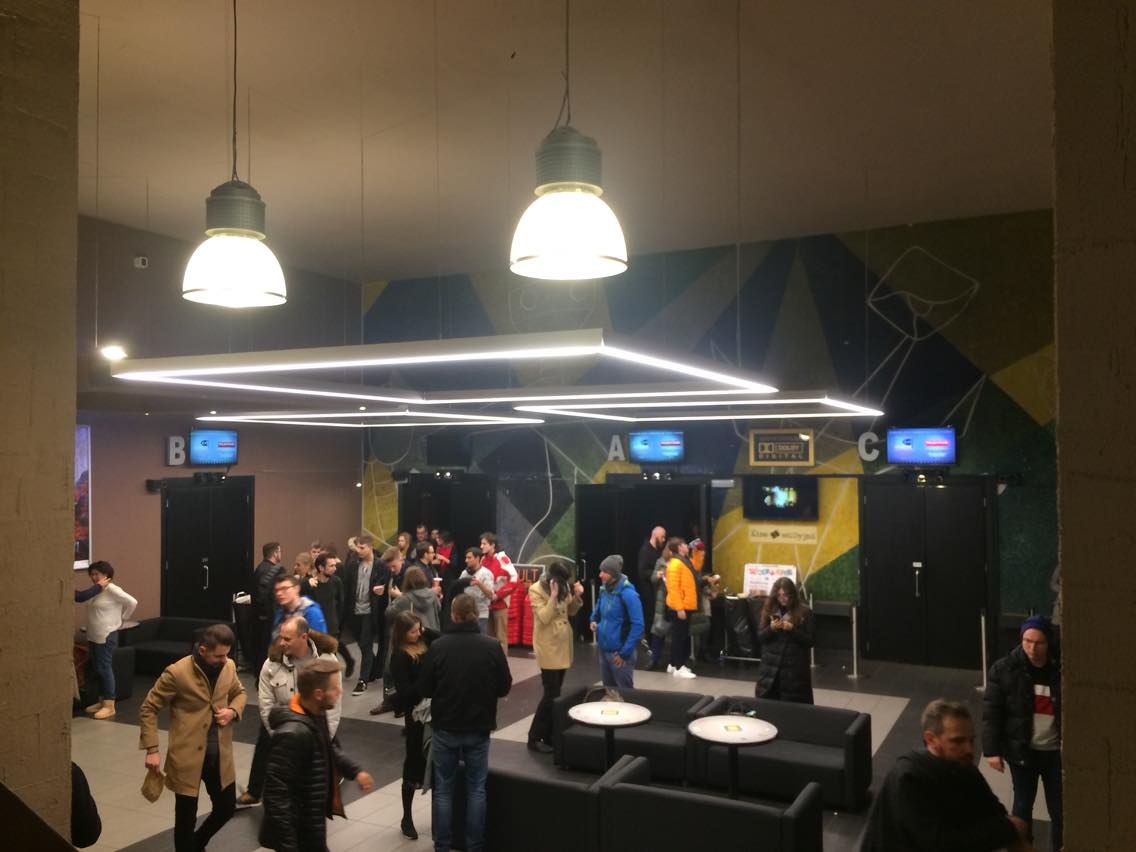
Wyjście z sali kinowej po pierwszym w Polsce pokazie filmu o Jordanie Petersonie.

Poglądy Petersona coraz częściej są przytaczane w polskojęzycznych artykułach, zarówno przez zwolenników profesora, jak i przeciwników.
Książka Jordana Petersona 12 Rules for Life: An Antidote to Chaos została przetłumaczona na język polski i jest sprzedawana w wielu polskich sklepach internetowych.

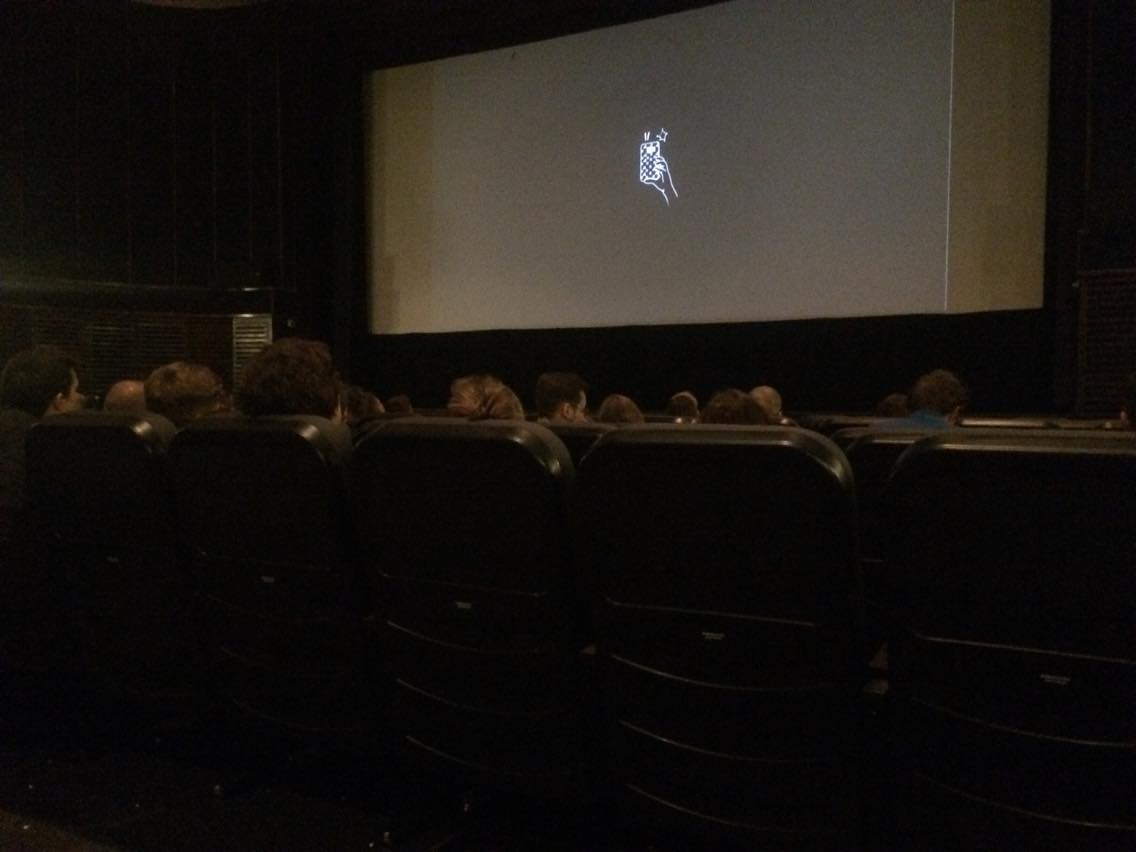
Pierwszy w Polsce pokaz filmu o Jordanie Petersonie, Kino Nova Wisła 24.11.2019.

24 listopada 2019 w kinie „Wisła” w Warszawie odbył się pierwszy w Polsce pokaz filmu dokumentalnego o Jordanie Petersonie The Rise of Jordan Peterson (2019).
20 czerwca 2022 miała miejsce pierwsza wizyta Jordana Petersona w Polsce, podczas której w warszawskiej Hali Expo XXI wygłosił wykład w ramach trasy „Beyond: 12 More Rules For Life”.

## Książki
- Peterson, Jordan B. (1999). Maps of Meaning: The Architecture of Belief. Routledge. ISBN 978-0-415-92222-7.
- Peterson, Jordan B. (2018). 12 Rules for Life: An Antidote to Chaos. Penguin Random House. ISBN 978-0-345-81602-3;
- 12 życiowych zasad. Antidotum na chaos, Fundacja Biały Bizon, ISBN 978-83-946310-5-5
- Peterson, Jordan B. (2021). Beyond Order: 12 More Rules for Life. Penguin Random House. ISBN 978-0-735-27833-2; Poza porządek, FREEDOM PUBLISHING Sp. z o. o. ISBN 978-83-960498-2-7